# Fuck Him He's a DJ
Fuck Him He's A DJ es una canción de la artista y compositora estadounidense Kesha, de su álbum debut de remixes, I Am the Dance Commander + I Command You to Dance: The Remix Album (2011).  La canción fue escrita por Kesha, Tom Neville, Olivia Nervo, Miriam Nervo y fue producida por Tom Neville.  Esta es la única canción incluida en el álbum que se publicó previamente como una canción inédita y sencillo promocional, es la única del álbum que no es un remix de otra.

## Antecedentes
«Fuck Him He's A DJ» fue escrita por Kesha y por las hermanas Nervo y Tom Nellive, quienes produjeron la canción.  Originalmente había sido grabada para incluirse en el álbum debut de Kesha, Animal, sin embargo, no fue elegida para aparecer en él.  Después de esto, se suponía que se publicaría en su primer EP, Cannibal, pero no sucedió.  Más tarde fue escogida para presentarla en su primera gira, Get Sleazy Tour, lo que llevó a su lanzamiento retrasado como la cuarta pista de I Am the Dance Commander + I Command You to Dance: The Remix Album.  En países donde no se lanzó el álbum de remezclas, como el Reino Unido, la canción se lanzó como cara B de Blow en el EP del sencillo.

## Posicionamiento en las listas
| Listas (2011)                      | Peak |
| ---------------------------------- | ---- |
| Canadá (Canadian Hot 100)          | 75   |
| Estados Unidos (Billboard Hot 100) | 97   |